# 323
323（三百二十三、さんびゃくにじゅうさん）は自然数、また整数において、322の次で324の前の数である。

## 性質
- 323は合成数であり、約数は 1, 17, 19, 323 である。
  - 約数の和は360。
- 323 = 17 × 19
  - 103番目の半素数である。1つ前は321、次は326。
  - 双子素数の積で表せる4番目の数である。1つ前は143、次は899。
  - 2つの連続する素数の積で表せる7番目の数である。1つ前は221、次は437。(オンライン整数列大辞典の数列 A006094)
- 42番目の回文数である。1つ前は313、次は333。
  - 中央の数が両側の数より1小さい12番目の数である。ただし1桁の数を除くと3番目である。1つ前は212、次は434。(オンライン整数列大辞典の数列 A193409)
(2019年3月現在、英語及び日本語訳の頁がないがCrater number(へこんだ数)と名付けられている。)
  - 中央の数が両側の数より小さい6番目の数である。1つ前は313、次は404。(オンライン整数列大辞典の数列 A134970)
(2019年4月現在、英語及び日本語訳の頁がないがCanyon number(峡谷数)と名付けられている。)
- 数字列323とみたとき減少して増加する44番目の数である。1つ前は319、次は324。(オンライン整数列大辞典の数列 A183086)
- 各位の和が8になる27番目の数である。1つ前は314、次は332。
- 323 = 182 − 1
  - n = 2 のときの 18n − 1 の値とみたとき1つ前は17、次は5831。
  - n = 18 のときの n2 − 1 の値とみたとき1つ前は288、次は360。(オンライン整数列大辞典の数列 A005563)
- 323 = 4 × 92 − 1
  - n = 9 のときの 4n2 − 1 の値とみたとき1つ前は255、次は399。(オンライン整数列大辞典の数列 A000466)
- 323 = 9 × 62 − 1
  - n = 6 のときの 9n2 − 1 の値とみたとき1つ前は224、次は440。(オンライン整数列大辞典の数列 A136016)
- 323 = 32 + 52 + 172 = 72 + 72 + 152 = 92 + 112 + 112
  - 3つの平方数の和3通りで表せる44番目の数である。1つ前は318、次は324。(オンライン整数列大辞典の数列 A025323)
  - 323 = 32 + 52 + 172
    - 異なる3つの平方数の和1通りで表せる91番目の数である。1つ前は313、次は324。(オンライン整数列大辞典の数列 A025339)
- すべての桁が素数でできている38番目の数である。1つ前は322、次は325。(オンライン整数列大辞典の数列 A046034)

## その他 323 に関連すること
- 西暦323年
- 年始から数えて323日目は11月19日、閏年は11月18日。
- JR西日本323系電車は西日本旅客鉄道（JR西日本）が2016年に導入した大阪環状線向けの通勤形電車。
- 自動車
  - Mazda 323(日本名：ファミリア及びランティス)･･･かつて生産されたマツダの乗用車。
  - BMW・3シリーズの車種の一つ、323i。